# Triennale di Milano

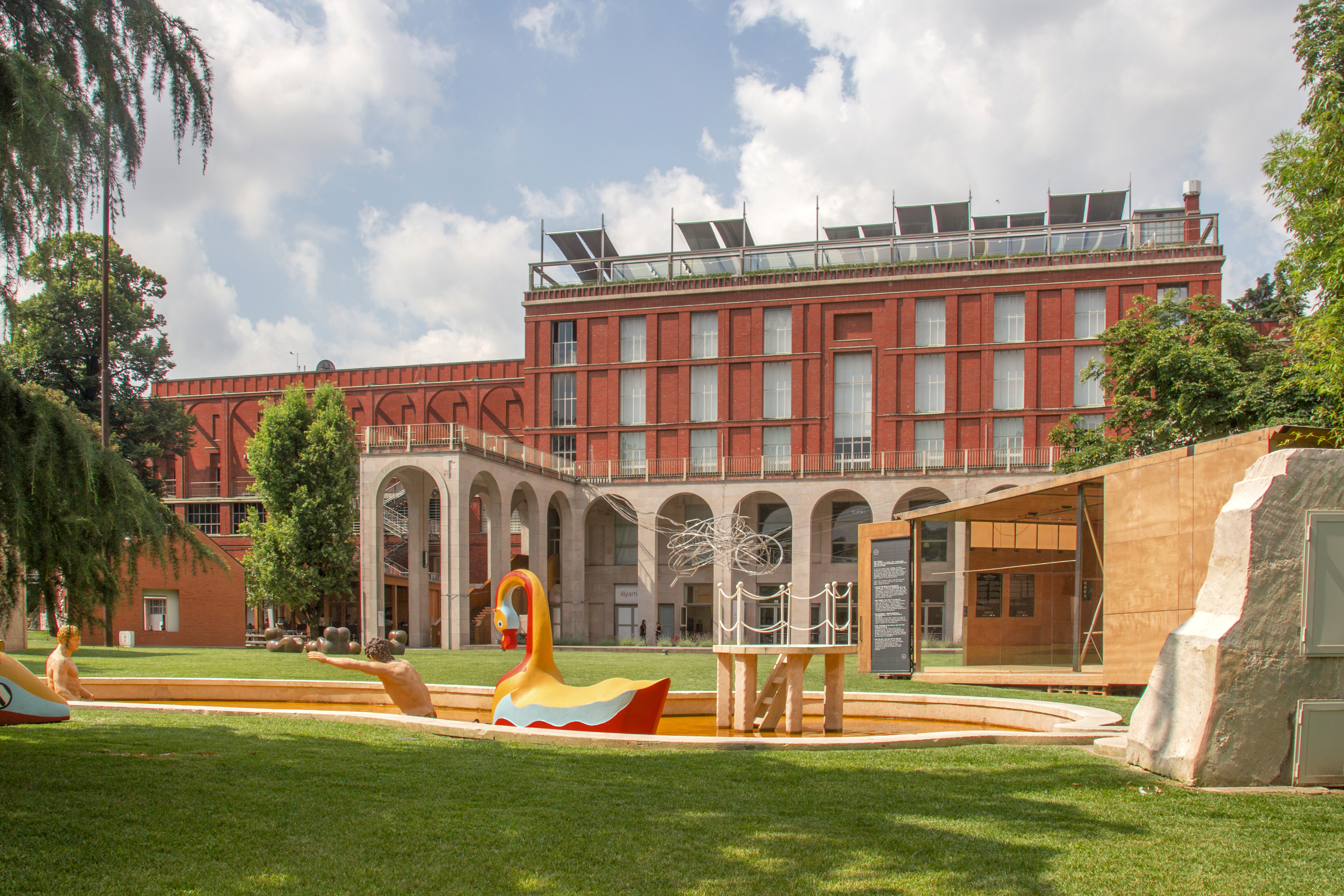
Palazzo dell’Arte der Triennale di Milano

Die Triennale di Milano ist eine Kunst- und Designausstellung, die alle drei Jahre im Museum für Kunst und Design im Palazzo dell’Arte im Parco Sempione in Mailand stattfindet.
Die Ausstellung wurde ursprünglich 1923 als alle zwei Jahre stattfindende Veranstaltung für Architektur und Industriedesign ins Leben gerufen. Die ersten fünf Ausgaben fanden in Monza statt. Im Jahr 1933 wurde die Ausstellung nach Mailand verlegt und das Format auf eine dreijährliche Veranstaltung umgestellt. Als Veranstaltungsort dient der neue, vom Architekten Giovanni Muzio entworfene Palazzo dell’Arte mit dem Torre Branca von Gio Ponti. Im gleichen Jahr wurde sie auch vom Bureau International des Expositions (BIE) anerkannt.
Unter der Leitung von Ponti und dem Künstler Mario Sironi weitete die 5. Triennale ihren Bereich auf die bildende Kunst aus, mit Wandgemälden von Künstlern wie Giorgio de Chirico, Massimo Campigli und Carlo Carrà. Zu den Künstlern, die im Laufe der Jahre auf der Triennale ausgestellt haben, gehören Lucio Fontana, Enrico Baj, Arturo Martini, Gio Pomodoro, Alberto Burri, Mario Merz, Giulio Paolini und Michelangelo Pistoletto.